# François Roberday
François Roberday   (París, 21 de març de 1624 - Rambouillet, 13 d'octubre de 1680) va ser un organista i compositor barroc francès. Un dels darrers exponents de la tradició musical polifònica francesa establerta per Jean Titelouze i Louis Couperin, Roberday és recordat avui en dia pels seus Fugues et caprices, una col·lecció de peces d'orgue contrapuntístic de quatre parts.

## Biografia
Va néixer a París el 1624, molt probablement al març. La seva família era d'orfebres i músics: el seu pare, un reconegut orfebre, posseïa un orgue de pipa i el mateix François era cunyat de Jean-Henri d'Anglebert, un dels compositors francesos més famosos i clavecinista del rei de França. Després de la mort del seu pare, Roberday va ser nomenat orfebre del rei i el 1659 va comprar el lloc de treballador oficial de la reina. Desafortunadament, el negoci de Roberday va disminuir gradualment i en el moment de la seva mort era bastant pobre. Va morir el 1680 a Auffargis, un poble al sud de París, durant una epidèmia.
Roberday va ser organista de diverses esglésies de París, destacant l'església de Notre-Dame des Victoires i l'església de Petits-Pères. També era conegut com a professor i Jean-Baptiste Lully podria haver estat un dels seus alumnes.

## Obres

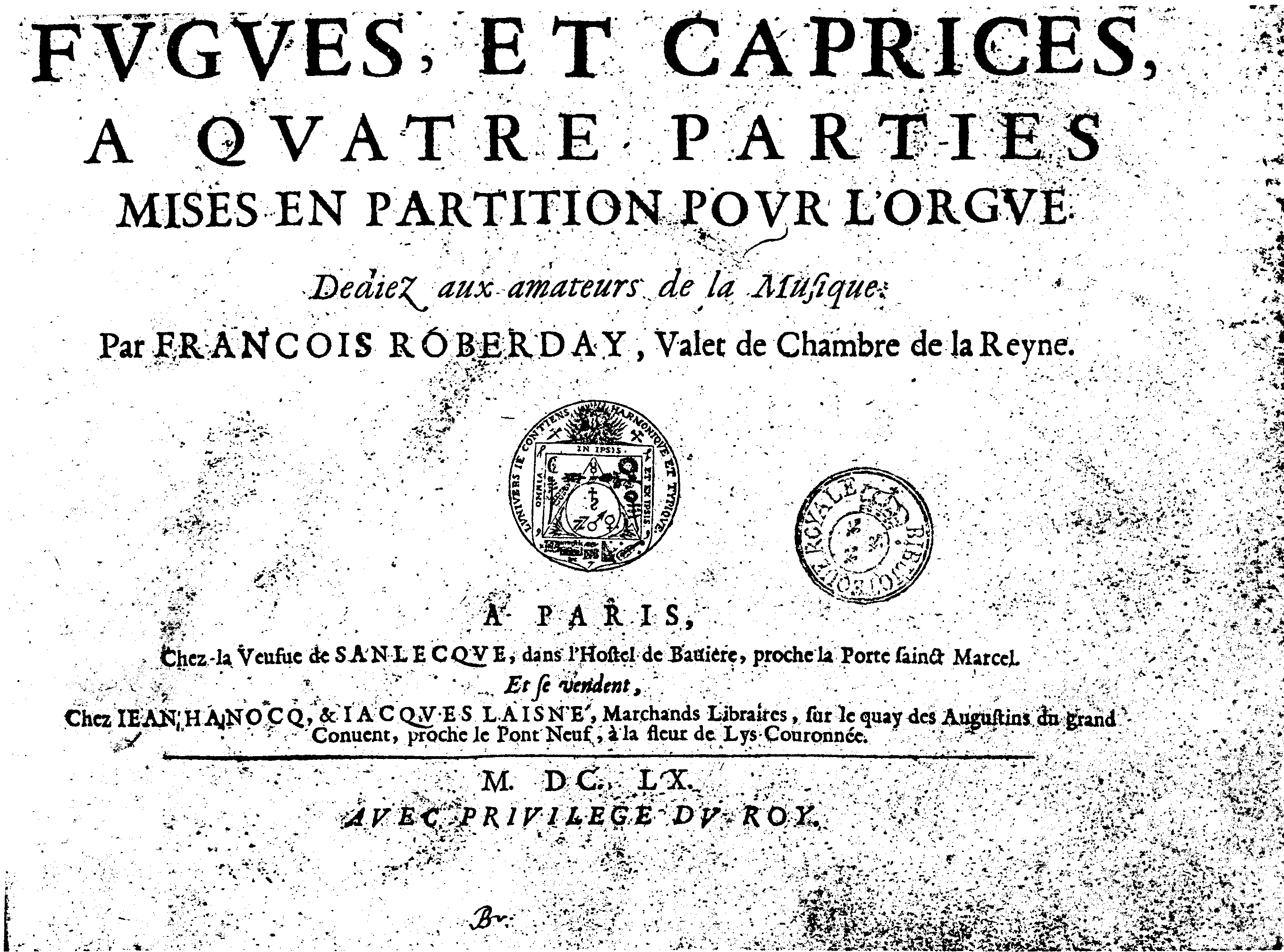
Portada de la primera edició de Fugues et caprices (Fugues and Caprices)

L'obra més famosa de Roberday és Fugues et caprices, una col·lecció de peces per a orgue publicades el 1660 a París. La col·lecció inclou dotze fugues a quatre veus, de les quals els números 1, 2, 3, 6, 8 i 9 es combinen amb capricis, peces de ritme ràpid basades en els temes de les seves fugues corresponents. Aquests també presenten un contrapunt de quatre parts, tot i que una mica menys complex que el de les fugues. Les fugues utilitzen temes amb un ús extensiu de valors de notes més llargs, que es modifiquen en els capricis per adaptar-se millor als seus tempi ràpids. Moltes de les peces presenten diverses seccions, amb algunes fugues dobles i algunes fugues de variació presents.
La col·lecció mostra una considerable influència italiana i moltes de les peces es basen en temes de diversos compositors de l'època, inclosos Girolamo Frescobaldi, Louis Couperin, Jean-Henri d'Anglebert, Johann Jakob Froberger, Francesco Cavalli i altres. Alguns investigadors (en particular, Jordi Savall) consideren fugues et capricis com un important precursor de Johann Sebastian Bach, L'art de la fuga. Com que les peces de la col·lecció no són litúrgiques, fan de Roberday un dels darrers compositors de la tradició polifònica francesa.